# Muttentalbahn

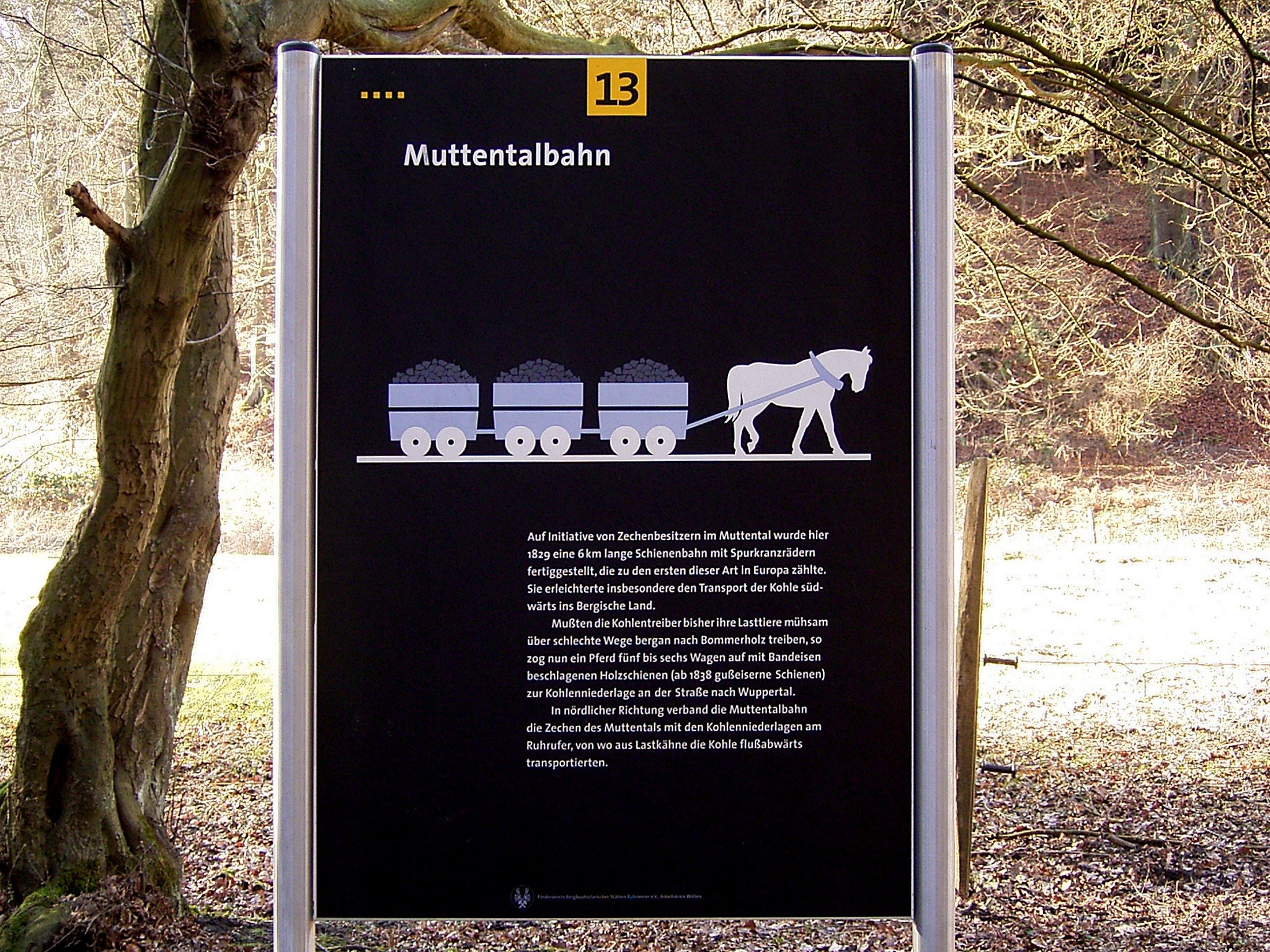
Hinweisschild zur Muttentalbahn

Die Muttentalbahn war eine gut sechs Kilometer lange Schienenbahn, mit der im 19. Jahrhundert die Kohle von den Bergwerken im Muttental im Südosten des Ruhrgebietes zu den Kohlenniederlagen und den Verladestationen transportiert wurde. Sie gilt als eine der ältesten Pferdebahnen auf dem europäischen Kontinent. Die Muttentalbahn war Anfang des 19. Jahrhunderts neben der Prinz-Wilhelm-Bahn und der Schlebusch-Harkorter Kohlenbahn eine der wichtigsten Bahnstrecken.

## Geschichte

### Baugründe und Planung
Der übertägige Transport der abgebauten Kohlen von den Bergwerken zu den Kunden war im 18. Jahrhundert äußerst mühsam und personalintensiv. Die Kohlen wurden von Kohlentreibern mittels Pferden oder Maultieren transportiert. Als Transportbehälter dienten Säcke, die auf die Lasttiere geladen wurden. Nachdem die Ruhr schiffbar gemacht worden war, wurden die Kohlen von Kohlenniederlagen aus über die Ruhr geschifft. Bis zu den Kohlenniederlagen wurde die geförderte Kohle mit Laufkarren über einen Schiebeweg bis zur Ruhr transportiert. Allerdings konnte der Transportweg über die Ruhr nicht kontinuierlich genutzt werden, denn der Fluss war nur ein Teil des Jahres schiffbar. Anfang des 19. Jahrhunderts beschlossen die Gewerken der Zechen Turteltaube, Frielinghaus, Eleonora, Nachtigall, Louisenglück und Morgenstern ins Osten, eine bessere Transportstrecke bis zur Wittener Hauptkohlenstraße zu erstellen. Am 27. April des Jahres 1829 beantragten die Zechenbesitzer den Bau der Muttentalbahn. Hauptinitiatoren waren die Gewerken Freiherr Levin von Elverfeldt und der Kaufmann Carl Berger. Die Bahn sollte das Hardensteiner Revier mit der Wittener Kohlenstraße verbinden. Zusätzlich sollten die Kohlen mit der Bahn zum Ufer der Ruhr transportiert werden. Durch den Bau dieser Bahn sollte der Absatz der Kohlen verbessert werden.

### Bau, Betrieb und Stilllegung
Die Muttentalbahn wurde in der kurzen Bauzeit von nicht einmal einem Jahr errichtet und war schon im Dezember desselben Jahres fertiggestellt. So meldeten die Gewerken am 9. Dezember 1829 dem Oberbergamt die Fertigstellung und die Betriebsaufnahme der Bahn vom Muttental bis zur Elberfelderstraße. Durch die Muttentalbahn konnte der Transport der Kohlen wesentlich leichter und schneller bewerkstelligt werden als vorher durch den manuellen Transport. Am Ende der Bahnstrecke wurde in Bommerholz ein Lagerplatz errichtet. Hier wurden die mit der Muttentalbahn transportierten Kohlen auf Pferdefuhrwerke verladen. Im Jahr 1832 wurde die Muttentalbahn bis zum Schacht Neptun und bis zur Kohlenniederlage an der heutigen Nachtigallbrücke verlängert. Die Muttentalbahn gehörte mit ihrer Bauart zu den ersten Bahnen in Europa. Allerdings verlor sie, aufgrund der veränderten Verkehrswege, bereits nach zwanzig Jahren an Bedeutung. Daran änderte sich auch nichts, als die Gewerken für die Bahn eine Holzbrücke über die Ruhr erbauen ließen, um die Bahn bis zum Bahnhof nach Witten zu verlängern. Im Jahr 1874 erreichte die Ruhrtalbahn auch die Zechen im Muttental. Noch im selben Jahr wurde die Muttentalbahn stillgelegt.

## Daten und Fakten
Gebaut wurde die Muttentalbahn durch den Unternehmer und Eisenbahnpionier Friedrich Harkort. Die Bahn hatte eine Gesamtlänge von rund sechs Kilometern. Die Strecke führte von der Kohlenniederlage Nachtigall an der Ruhr in südlicher Richtung bergaufwärts durchs Muttental bis nach Bommerholz zur Elberfelder Straße. Dabei hatte die Bahn ein mittleres Ansteigen von 1,5 Grad. Eine weitere Kohlenniederlage als südliches Ende der Muttentalbahn befand sich an der heutigen Bommerholzerstraße.
Die Schienen bestanden ebenso wie die Schwellen aus Holz. Die Lauffläche der Schienen war mit Bandstahl beschlagen. Diese Bauart der Schienen war zuvor schon bei der Generaler und bei der Rauendahler Pferdebahn angewandt worden, da sie den Verschleiß der Schienen reduzierte. Ab dem Jahr 1838 wurden die Holzschienen gegen Schienen aus Gusseisen ausgetauscht.

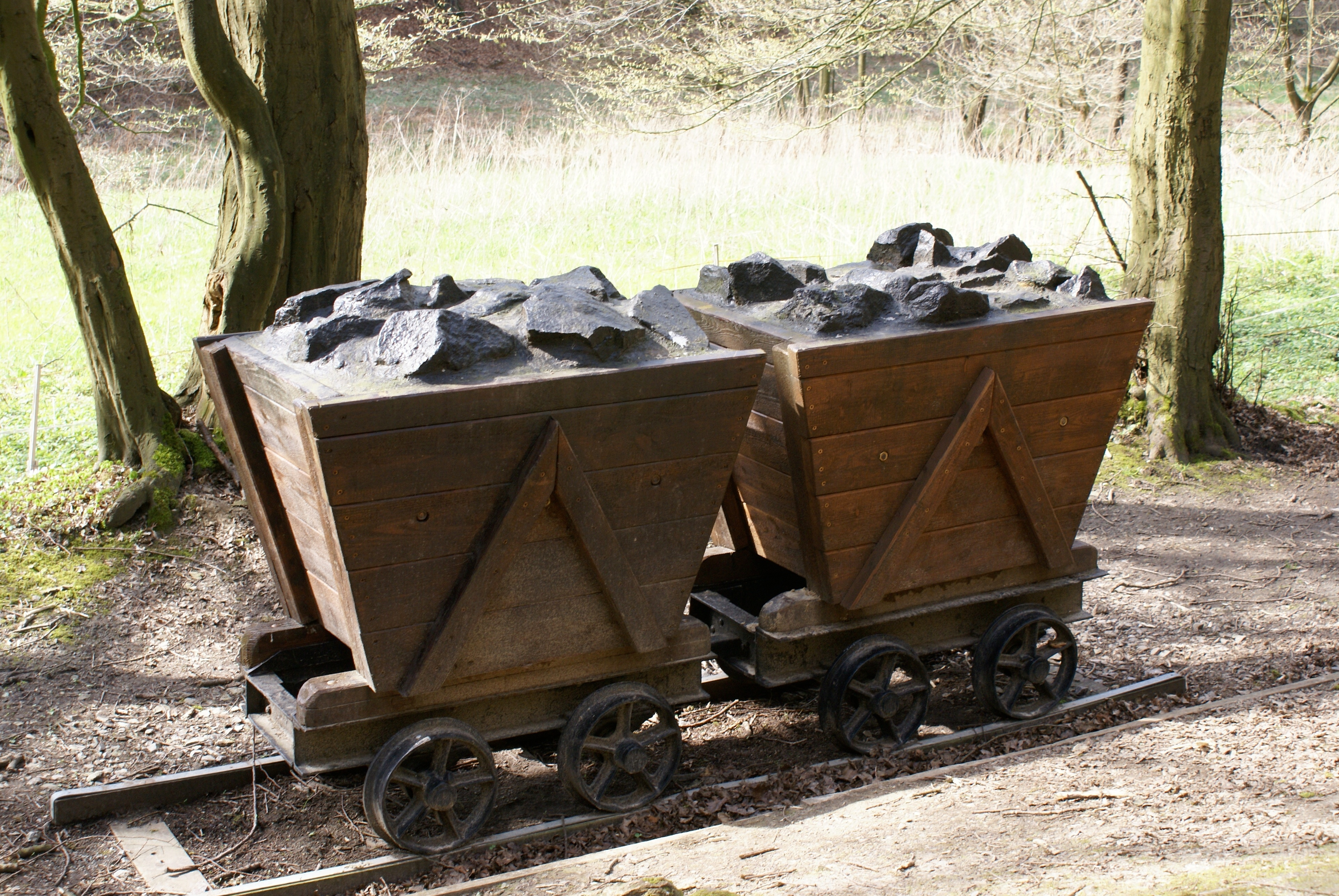
Nachgebaute Loren der Muttentalbahn

Die Loren für den Kohlentransport waren mit gusseisernen Rädern ausgerüstet. Diese Räder waren mit Spurkränzen versehen, damit die Loren nicht von den Schienen sprangen. Das Fassungsvermögen einer Lore lag bei sechs Scheffeln. Gezogen wurden die Loren von Pferden, ein Pferd zog zwischen vier und sechs Wagen. Die Fahrzeit dauerte pro Fahrt etwa 75 Minuten.

## Heutiger Zustand
Heute erinnern noch nachgebaute Loren an die Muttentalbahn. Die Wagen sind Bestandteil des Bergbauwanderweges Muttental. Auch die ehemalige Trasse der Muttentalbahn ist heute noch erhalten und lässt sich gut erkennen. Ebenfalls erhalten ist ein kleines Teilstück der Schienen, dieses findet man an der Kreuzung der Straße Am Masling mit der Kohlseggenstraße. Am südlichen Ende der Muttentalbahn liegt heute der Reithof Falkenhof.